# Bahnhof Berlin Oranienburger Straße
Der Bahnhof Berlin Oranienburger Straße ist ein im Berliner Ortsteil Mitte gelegener Tunnelbahnhof an der Nord-Süd-S-Bahn. Betrieblich handelt es sich um einen Bahnhofsteil des Nordbahnhofs.
Der 1936 eröffnete S-Bahnhof war zwischen 1961 und 1990 ein Geisterbahnhof und wird seitdem wieder von der Berliner S-Bahn bedient.

## Lage und Aufbau

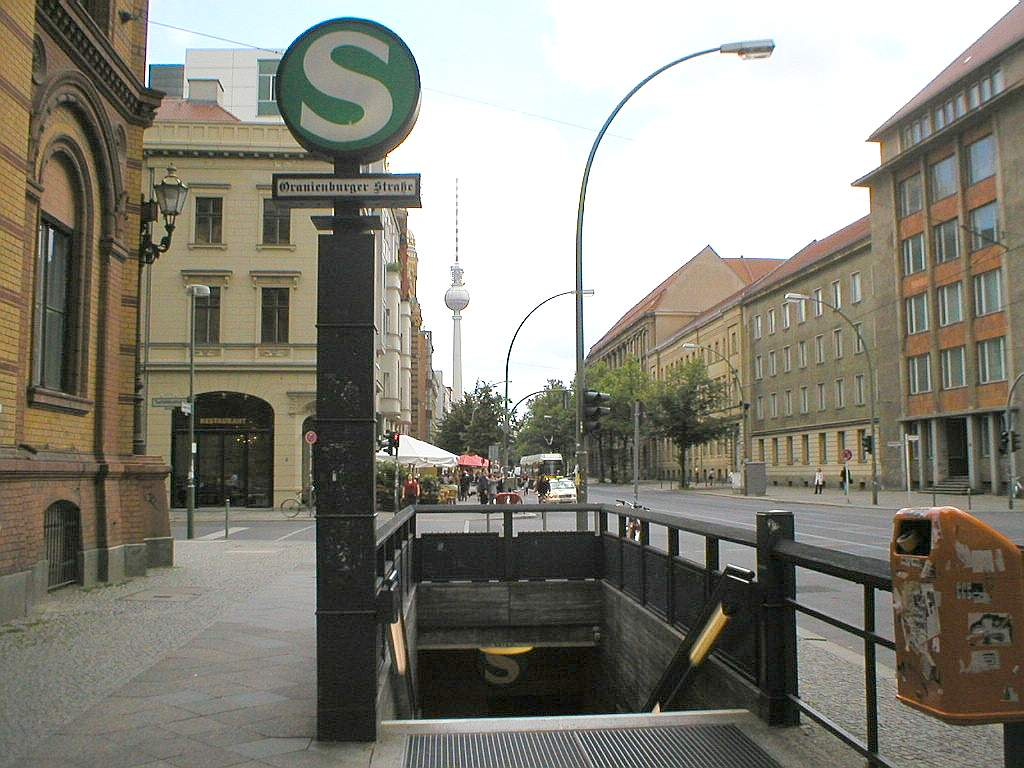
Nördlicher Treppenaufgang

Der Bahnhof liegt in anderthalbfacher Tieflage unter der Tucholskystraße auf Höhe der Ecke Oranienburger Straße. Der ursprüngliche Zugang erfolgt über zwei massiv umwehrte Treppenabgänge beiderseits der Oranienburger Straße, auf die mittels eines kreisrunden S-Bahn-Symbols hingewiesen wird. Das Symbol wurde mit dem Bau der Nord-Süd-S-Bahn eingeführt. Die Zugänge münden in ein gemeinsames Verteilergeschoss, von wo aus zwei Treppenabgänge zum Bahnsteig führen. An das Verteilergeschoss angeschlossen sind mehrere Diensträume. Ein weiterer Zugang zur Tucholskystraße sowie eine Aufzuganlage am Nordende des Bahnsteigs wurden nachträglich eingebaut.
Der Bahnsteig befindet sich in Mittellage und wird von einer einstieligen Säulenreihe gestützt. Säulen und Bahnsteigaufbauten sind in Anlehnung an den Stationsnamen mit orangefarbenen, die Seitenwände mit gelblichen Keramikplatten verkleidet. Die Bahnhofsnamen sind in der Tannenberg-Schrift dargestellt.
Der Entwurf der gesamten Anlage stammt von Richard Brademann. Sie ist als Baudenkmal in der Berliner Landesdenkmalliste aufgeführt.

## Geschichte

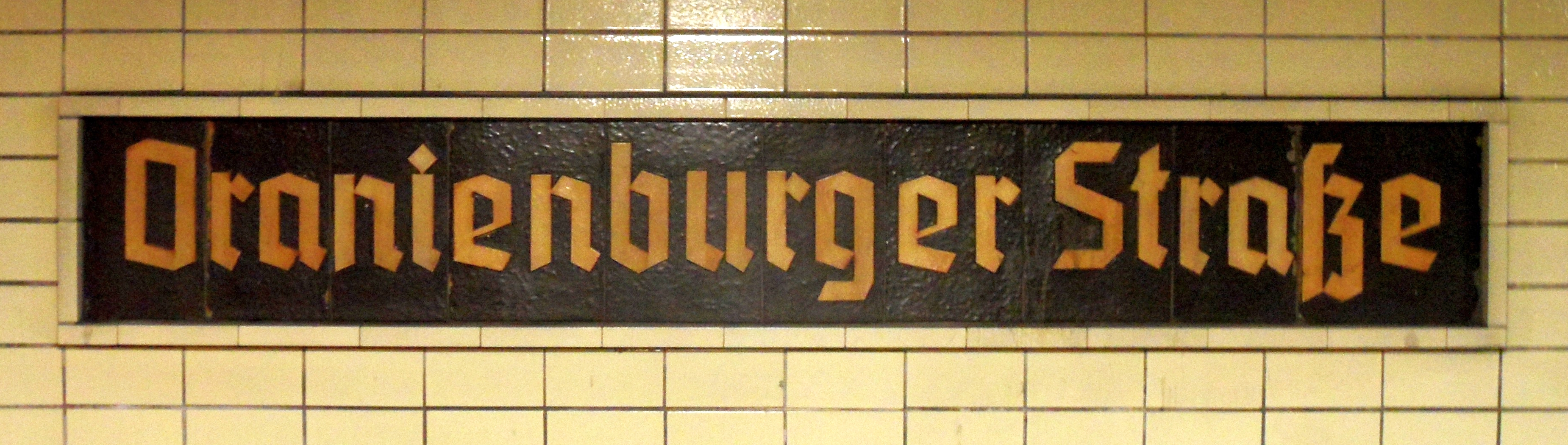
Bahnhofsschild Oranienburger Straße von 1936 in der Tannenberg-Schrift

Der Bahnhof wurde zwischen 1934 und 1936 errichtet und am 27. Juli 1936 zusammen mit dem Abschnitt Stettiner Bahnhof – Unter den Linden eröffnet, planmäßiger Betrieb ab dem Folgetag. Der S-Bahn-Verkehr kam kriegsbedingt im April 1945 zum Erliegen. Durch die nachfolgende Sprengung der Tunneldecke in Höhe des Landwehrkanals am 2. Mai 1945 sowie Beschädigungen an der Spreeunterfahrung in Höhe der nahegelegenen Ebertsbrücke lief das gesamte Bauwerk einschließlich des S-Bahnhofs voll Wasser. Die ab dem 25. Mai 1945 einsetzende Abpumparbeiten sowie die anschließende Instandsetzung des Tunnels hielten bis Ende 1947 an. Am 16. November 1947 wurde der reguläre Fahrgastbetrieb wieder aufgenommen.
Infolge des Mauerbaus wurde die Station am 13. August 1961 für jeglichen Publikumsverkehr geschlossen, die Züge der Nordsüd-S-Bahn fuhren mit Ausnahme des Bahnhofs Friedrichstraße an allen Unterwegshalten in Ost-Berlin durch. Der oberirdische Zugang wurde verschlossen, teilweise verbaut und das S-Bahn-Symbol entfernt.
Nach dem Mauerfall begann die Deutsche Reichsbahn mit der notdürftigen Instandsetzung des Bahnhofs. Die Wiedereröffnung erfolgte einen Tag nach der Währungsreform am 2. Juli 1990 als erster Bahnhof der Nord-Süd-Strecke. Im gleichen Jahr entschloss sich die Reichsbahn zu einer grundlegenden Sanierung des Tunnels, die die erneute Schließung zwischen dem 2. April 1991 und dem 1. März 1992 mit sich brachte. Der S-Bahnhof wurde während dieser Maßnahme denkmalgerecht saniert.
Im Jahr 2002 wurde der Bahnhof um eine Aufzuganlage am nördlichen Bahnsteigende ergänzt. Aus brandschutzrechtlichen Gründen begann 2010 der Einbau eines weiteren Zugangs zur Tucholskystraße, dieser wurde im September 2011 eröffnet.
Seit August 2016 erfolgt die Zugabfertigung durch den Triebfahrzeugführer mittels Führerraum-Monitor (ZAT-FM).

## Anbindung
Der S-Bahnhof wird aktuell von den Linien S1, S2, S25 und S26 der S-Bahn Berlin angefahren. Ebenerdig bestehen Umsteigemöglichkeiten zu den Straßenbahn-Linien M1 und M5 der BVG.
| Linie | Verlauf |
| ----- | --- |
|       | Oranienburg – Lehnitz – Borgsdorf – Birkenwerder – Hohen Neuendorf – Frohnau – Hermsdorf – Waidmannslust – Wittenau (Wilhelmsruher Damm) – Wilhelmsruh – Schönholz – Wollankstraße – Bornholmer Straße – Gesundbrunnen – Humboldthain – Nordbahnhof – Oranienburger Straße – Friedrichstraße – Brandenburger Tor – Potsdamer Platz – Anhalter Bahnhof – Yorckstraße (Großgörschenstraße) – Julius-Leber-Brücke – Schöneberg – Friedenau – Feuerbachstraße – Rathaus Steglitz – Botanischer Garten – Lichterfelde West – Sundgauer Straße – Zehlendorf – Mexikoplatz – Schlachtensee – Nikolassee – Wannsee |
|       | Bernau – Bernau-Friedenstal – Zepernick – Röntgental – Buch – Karow – Blankenburg – Pankow-Heinersdorf – Pankow – Bornholmer Straße – Gesundbrunnen – Humboldthain – Nordbahnhof – Oranienburger Straße – Friedrichstraße – Brandenburger Tor – Potsdamer Platz – Anhalter Bahnhof – Yorckstraße – Südkreuz – Priesterweg – Attilastraße – Marienfelde – Buckower Chaussee – Schichauweg – Lichtenrade – Mahlow – Blankenfelde |
|       | Hennigsdorf – Heiligensee – Schulzendorf – Tegel – Eichborndamm – Karl-Bonhoeffer-Nervenklinik – Alt-Reinickendorf – Schönholz – Wollankstraße – Bornholmer Straße – Gesundbrunnen – Humboldthain – Nordbahnhof – Oranienburger Straße – Friedrichstraße – Brandenburger Tor – Potsdamer Platz – Anhalter Bahnhof – Yorckstraße – Südkreuz – Priesterweg – Südende – Lankwitz – Lichterfelde Ost – Osdorfer Straße – Lichterfelde Süd – Teltow Stadt |
|       | Blankenburg – Pankow-Heinersdorf – Pankow – Bornholmer Straße – Gesundbrunnen – Humboldthain – Nordbahnhof – Oranienburger Straße – Friedrichstraße – Brandenburger Tor – Potsdamer Platz – Anhalter Bahnhof – Yorckstraße – Südkreuz – Priesterweg – Südende – Lankwitz – Lichterfelde Ost – Osdorfer Straße – Lichterfelde Süd – Teltow Stadt |